# Maya Island Air
Maya Island Air ist eine Regionalfluggesellschaft aus Belize mit Sitz in Belize City. Sie ist im Dezember 1997 aus der Fusion der zwei Gesellschaften Maya Airways und Island Air entstanden.

## Geschichte
Maya Airways wurde im Jahr 1961 in Belize City von Privatinvestoren gegründet, nachdem British Honduras Airways, ein Tochterunternehmen der staatlichen British West Indies Airways, den Flugbetrieb eingestellt hatte. Die Betriebsaufnahme erfolgte im Folgejahr. In den 1970er Jahren setzte die Gesellschaft unter anderem Britten-Norman BN-2 Islander und Cessna 206 im nationalen Linienverkehr sowie auf Charterflügen ein.
Maya Airways und das in San Pedro ansässige Lufttaxiunternehmen Island Air fusionierten im Dezember 1997 miteinander, woraus die die neue Gesellschaft Maya Island Air hervorging. Mit Stand April 2018 fliegt das Unternehmen zwölf Zielorte im Inland planmäßig an und führt zudem auch internationale Charterflüge nach Guatemala und Honduras durch.

## Flotte
Mit Stand Juli 2022 besteht die Flotte des Unternehmens aus drei Britten-Norman BN-2 Islander, einer Cessna 182, acht Cessna 208 und einer Gippsland GA-8.